# Amphidasya panamensis
Amphidasya panamensis är en måreväxtart som beskrevs av Charlotte M. Taylor. Amphidasya panamensis ingår i släktet Amphidasya och familjen måreväxter. Inga underarter finns listade i Catalogue of Life.